# 괴도출마
"괴도출마"는 한국에서 제작된 최영철 감독의 1981년 영화이다. 문태선 등이 주연으로 출연하였고 김기영 등이 제작에 참여하였다.

## 출연

### 주연
- 문태선
- 안길원
- 황정리
- 최소영

## 기타
- 조명: 서병수
- 녹음: 유창국